# Neobidessus curticornis
Neobidessus curticornis är en skalbaggsart som först beskrevs av Régimbart 1903.  Neobidessus curticornis ingår i släktet Neobidessus och familjen dykare. Inga underarter finns listade i Catalogue of Life.